# Phương Tĩnh
Phương Tĩnh (tiếng Trung: 方静; 13 tháng 6 năm 1971 – 18 tháng 11 năm 2015) là một người dẫn chương trình tin tức trên truyền hình của Đài truyền hình trung ương Trung Quốc (CCTV). Cô đã qua đời ở tuổi 44 vào năm 2015 tại Đài Loan.